# Monica Reyes
Monica Reyes (* 6. Jänner 1981 in Graz) ist eine österreichische Schauspielerin, Sängerin und Drehbuchautorin.

## Leben
Monica Reyes wurde als Tochter eines Australiers und einer Spanierin in Graz geboren. Sie studierte Schauspiel und Gesang am Konservatorium Wien und am Australian Institute of Music in Sydney. 
Als Sängerin der Band Sawoff Shotgun stand sie gemeinsam mit ihren beiden Schwestern auf der Bühne und wurde 2009 und 2012 für den Amadeus Award nominiert. 2013 präsentierte sie ihr erstes Soloalbum Schmusen und belegte damit Platz 1 in den FM4-Charts. 
Einem breiteren Publikum wurde sie 2010 als Schauspielerin in der Erfolgskomödie „Die unabsichtliche Entführung der Frau Elfriede Ott“ bekannt. Seither ist sie regelmäßig in Film- und Fernsehproduktionen im deutschsprachigen Raum zu sehen. 
Auf der Bühne war sie unter anderem im Schauspielhaus Graz, an der Volksbühne Berlin, an der Volksoper Wien und bei den Wiener Festwochen zu sehen.
Sie ist mit Emanuel Heisenberg, einem Enkel des Physikers und Nobelpreisträgers Werner Heisenberg, verheiratet und lebt in Berlin und Wien.

## Filmografie
- 2005: Die Ohrfeige (Fernsehfilm)
- 2008: Echte Wiener – Die Sackbauer-Saga (Kinofilm)
- 2008: Ex – eine romantische Komödie (Fernsehserie)
- 2009: Macbeth (Fernsehfilm)
- 2010: Die unabsichtliche Entführung der Frau Elfriede Ott (Kinofilm)
- 2011: Schnell ermittelt – Ivonne Werner (Fernsehserie)
- 2011: Die Lottosieger – Trotz Krise Beziehungen? (Fernsehserie)
- 2012: Tatort – Kein Entkommen (Fernsehreihe)
- 2012: Überleben an der Wickelfront (Fernsehfilm)
- 2012: SOKO Kitzbühel (Fernsehserie)
- 2013: CopStories (Fernsehserie)
- 2013: Die Landärztin – Entscheidung des Herzens (Fernsehreihe)
- 2014: Akte Grüninger (Kinofilm)
- 2015: SOKO Kitzbühel (Fernsehserie)
- 2018: Letzter Wille (Fernsehserie)
- 2019: Love Machine (Kinofilm)
- 2019: Die Toten vom Bodensee – Die Meerjungfrau (Fernsehreihe)
- 2022: Serviam – Ich will dienen (Kinofilm)
- 2023: Hals über Kopf (Kinofilm)
- 2024: Biester (Fernsehserie)
- 2024: Überleben in Brandenburg (Kinofilm)

## Diskografie
- 2009: Frühbar (EP, Monica Reyes)
- 2009: Never mind the botox, here comes the Sawoff Shotgun (Sawoff Shotgun)
- 2011: For Our Sanity (Sawoff Shotgun)
- 2013: Schmusen (Monica Reyes)
- 2016: Resisters (Resisters)